# جان جوزيف مارسيل
جان جوزيف (يوحنا يوسف) مارسيل (بالفرنسية: Jean-Joseph Marcel)‏ ( 1190 - 1270 ه‍ / 1776 - 1854 م ) هو مستشرق فرنسي. أخذ العربية عن دي ساسي.
رحل ضمن الحملة الفرنسية على مصر 1798 م، وتولى إدارة مطبعة الحملة.